# Losheim am See
Losheim am See település Németországban, azon belül Saar-vidék tartományban. Lakosainak száma 16 126 fő (2023. december 31.).

## Népesség
A település népességének változása:
| Lakosok száma | 14 298 | 15 860 | 16 023 | 16 042 | 16 008 | 15 983 | 16 133 | 16 126 |
|               | 1975   | 2014   | 2016   | 2017   | 2019   | 2021   | 2022   | 2023   |